# The Sign (Ace of Base)
The Sign is een single van de Zweedse popgroep Ace of Base uit 1993. Het nummer is afkomstig van het  album The Sign (1993) en de heruitgave van het debuutalbum Happy Nation (1992). Het nummer werd op 1 november 1993 uitgebracht als single in Europa en op 14 december 1993 in de Verenigde Staten. The Sign werd geschreven door bandlid Jonas Berggren die tevens samen met Denniz PoP en Douglas Carr de productie op zich nam. De stijl van het nummer is een mix van techno-reggae, popballade en Europop. De tekst beschrijft een liefdeskoppel dat de status van hun relatie overweegt.
The Sign stond twee weken op #3 in de Nederlandse Top 40 en twee weken op #3 in de Single Top 100. In de Verenigde Staten stond het nummer zes weken op #1 in de Billboard Hot 100. Dit zorgde ervoor dat Ace of Base de eerste Zweedse groep was die tegelijk een nummer én een album op #1 in de Hot 100 en Billboard 200 had. Bijgevolg belandde het nummer in 1994 op #1 in de jaarlijkse hitlijst van Billboard. Ook in andere landen bereikte het nummer de hoogste positie in de hitlijsten waaronder in Australië, Canada, Duitsland en Nieuw-Zeeland. In het Verenigd Koninkrijk belandde het nummer op #2. The Sign werd genomineerd voor een Grammy Award in de categorie Best Pop Performance by a Duo or Group with Vocals.
Het instrumentale gedeelte van de nummer werd al 1992 door Jonas Berggren geschreven. In navolging op het debuutalbum Happy Nation wilde het label iets anders en de demo werd direct doorgegeven aan de rest van de band. De vocalen op het nummer zijn van de vrouwelijke bandleden Linn Berggren en Jenny Berggren. Het nummer haalde in meerdere landen de eerste positie in de hitlijsten. In Nederland haalde het nummer de derde plaats en stond het in totaal 14 weken in de Top 40. Het nummer was genomineerd voor een Grammy Award.

## Hitnotering

### Top 40
| The Sign in de Nederlandse Top 40 – binnen: 25-12-1993 | The Sign in de Nederlandse Top 40 – binnen: 25-12-1993 | The Sign in de Nederlandse Top 40 – binnen: 25-12-1993 | The Sign in de Nederlandse Top 40 – binnen: 25-12-1993 | The Sign in de Nederlandse Top 40 – binnen: 25-12-1993 | The Sign in de Nederlandse Top 40 – binnen: 25-12-1993 | The Sign in de Nederlandse Top 40 – binnen: 25-12-1993 | The Sign in de Nederlandse Top 40 – binnen: 25-12-1993 | The Sign in de Nederlandse Top 40 – binnen: 25-12-1993 | The Sign in de Nederlandse Top 40 – binnen: 25-12-1993 | The Sign in de Nederlandse Top 40 – binnen: 25-12-1993 | The Sign in de Nederlandse Top 40 – binnen: 25-12-1993 | The Sign in de Nederlandse Top 40 – binnen: 25-12-1993 | The Sign in de Nederlandse Top 40 – binnen: 25-12-1993 | The Sign in de Nederlandse Top 40 – binnen: 25-12-1993 | The Sign in de Nederlandse Top 40 – binnen: 25-12-1993 |
| Week                                                   | 1                                                      | 2                                                      | 3                                                      | 4                                                      | 5                                                      | 6                                                      | 7                                                      | 8                                                      | 9                                                      | 10                                                     | 11                                                     | 12                                                     | 13                                                     | 14                                                     |                                                        |
| ------------------------------------------------------ | ------------------------------------------------------ | ------------------------------------------------------ | ------------------------------------------------------ | ------------------------------------------------------ | ------------------------------------------------------ | ------------------------------------------------------ | ------------------------------------------------------ | ------------------------------------------------------ | ------------------------------------------------------ | ------------------------------------------------------ | ------------------------------------------------------ | ------------------------------------------------------ | ------------------------------------------------------ | ------------------------------------------------------ | ------------------------------------------------------ |
| Nummer                                                 | 30                                                     | 20                                                     | 17                                                     | 12                                                     | 6                                                      | 5                                                      | 3                                                      | 3                                                      | 4                                                      | 5                                                      | 10                                                     | 16                                                     | 28                                                     | 39                                                     | uit                                                    |

### Single Top 100
| The Sign in de Nederlandse Single Top 100 – binnen: 25-12-1993 | The Sign in de Nederlandse Single Top 100 – binnen: 25-12-1993 | The Sign in de Nederlandse Single Top 100 – binnen: 25-12-1993 | The Sign in de Nederlandse Single Top 100 – binnen: 25-12-1993 | The Sign in de Nederlandse Single Top 100 – binnen: 25-12-1993 | The Sign in de Nederlandse Single Top 100 – binnen: 25-12-1993 | The Sign in de Nederlandse Single Top 100 – binnen: 25-12-1993 | The Sign in de Nederlandse Single Top 100 – binnen: 25-12-1993 | The Sign in de Nederlandse Single Top 100 – binnen: 25-12-1993 | The Sign in de Nederlandse Single Top 100 – binnen: 25-12-1993 | The Sign in de Nederlandse Single Top 100 – binnen: 25-12-1993 | The Sign in de Nederlandse Single Top 100 – binnen: 25-12-1993 | The Sign in de Nederlandse Single Top 100 – binnen: 25-12-1993 | The Sign in de Nederlandse Single Top 100 – binnen: 25-12-1993 | The Sign in de Nederlandse Single Top 100 – binnen: 25-12-1993 | The Sign in de Nederlandse Single Top 100 – binnen: 25-12-1993 |
| Week                                                           | 1                                                              | 2                                                              | 3                                                              | 4                                                              | 5                                                              | 6                                                              | 7                                                              | 8                                                              | 9                                                              | 10                                                             | 11                                                             | 12                                                             | 13                                                             | 14                                                             |                                                                |
| -------------------------------------------------------------- | -------------------------------------------------------------- | -------------------------------------------------------------- | -------------------------------------------------------------- | -------------------------------------------------------------- | -------------------------------------------------------------- | -------------------------------------------------------------- | -------------------------------------------------------------- | -------------------------------------------------------------- | -------------------------------------------------------------- | -------------------------------------------------------------- | -------------------------------------------------------------- | -------------------------------------------------------------- | -------------------------------------------------------------- | -------------------------------------------------------------- | -------------------------------------------------------------- |
| Nummer                                                         | 50                                                             | 31                                                             | 19                                                             | 9                                                              | 4                                                              | 3                                                              | 3                                                              | 4                                                              | 5                                                              | 12                                                             | 19                                                             | 22                                                             | 28                                                             | 44                                                             | uit                                                            |